# Tinocripus
Tinocripus  (лат.) — род прыгающих насекомых из семейства цикадок (Cicadellidae). Южная Америка. Длина 6-7 мм (самки крупнее). Скутеллюм мелкий, его длина немного меньше или равна длине пронотума. Голова субконическая, слегка уже пронотума. Глаза относительно крупные; глаза полушаровидные, оцеллии мелкие. Клипеус длинный и широкий. Эдеагус асимметричный, очень длинный. Сходны по габитусу с Codilia, а по деталями строения гениталий похожи на Dicodia. Род включают в состав подсемейства Coelidiinae.
- Tinocripus angustus Nielson, 2011 — Колумбия[2]
- Tinocripus elongata Nielson, 1982 — Бразилия
- Tinocripus gladius Nielson, 1982 — Перу[1] typus
- Tinocripus huggerti Nielson, 1988 — Эквадор[2]
- Tinocripus schlingeri Nielson, 1982 — Перу[1]
- Tinocripus sinuatus Nielson, 2011 — Колумбия[2]
- Tinocripus spinosus Nielson, 1982 — Перу[1]